# Stéphane Montefiore
Stéphane Montefiore, né à Paris le 14 février 1971, est un peintre français, installé à Fécamp, où il est directeur de l'École municipale d'arts plastiques.

## Biographie
Stéphane Montefiore passe son enfance et son adolescence au 37, rue du Cotentin dans le 15e arrondissement de Paris. Dès l'obtention de son diplôme de l'École supérieure d'art du Havre en 1997 (DNSEP),, il délimite sa recherche picturale : « la figuration d’un sujet et sa disparition progressive ». Il complétera cette formation par des résidences au Cumbria Institute of the Arts (en) de Carlisle en 1996 et au Centre d'art contemporain du Crestet en 1997, par un voyage d'études de six mois à New York et Los Angeles en 1998, enfin par une résidence au Centre d'art contemporain Salmegg de Rheinfelden en 2003.
Il expose régulièrement, à partir de 1995, en France et à l’étranger, en centres d’art, galeries et musées. Sa première série de peintures, consacrée aux Crânes, flottant ou disparaissant dans de grands formats ou cadrés en format « miroir », le catégorise rapidement comme un peintre contemporain de Vanités.
Il est soutenu dans un premier temps par les institutions régionales (la  Direction Régionale des Affaires Culturelles) et par des acquisitions du Fonds régional d'art contemporain de Haute-Normandie
Viennent ensuite des séries de peintures dédiées à la représentation d’objets usuels. Ce qui fait lien et sens, entre des lustres à pampilles, des fauteuils, des bidons et flacons, c’est que tous relèvent de la question du vide, de la disparition. L’aspect formel d’un lustre, par exemple, donne la possibilité d’explorer les manques, les vides ou encore la transparence.
Au-delà des sujets et des séries, le travail de Stéphane Montefiore s’apparente à une recherche sur la couleur : la peinture est travaillée dans des liquidités différentes par couches de peinture successives et à chaque série correspond quasiment un champ chromatique différent. L'œuvre offre à Bénédicte Martin de percevoir « une exaltation de l'intime mêlée à un sentiment de mémoire collective, quelque chose du Je me souviens », comme si « tous ces objets appartenaient au domaine de la relique ».
La période la plus récente de son travail s'oriente vers de grands espaces tels que territoires marins avec la série des Vagues et des filets, puis celle des Maisons numérotées et des forêts qui constitue le thème de son exposition personnelle au Musée du Cloître de Tulle en 2017,.

## Expositions

### Expositions personnelles

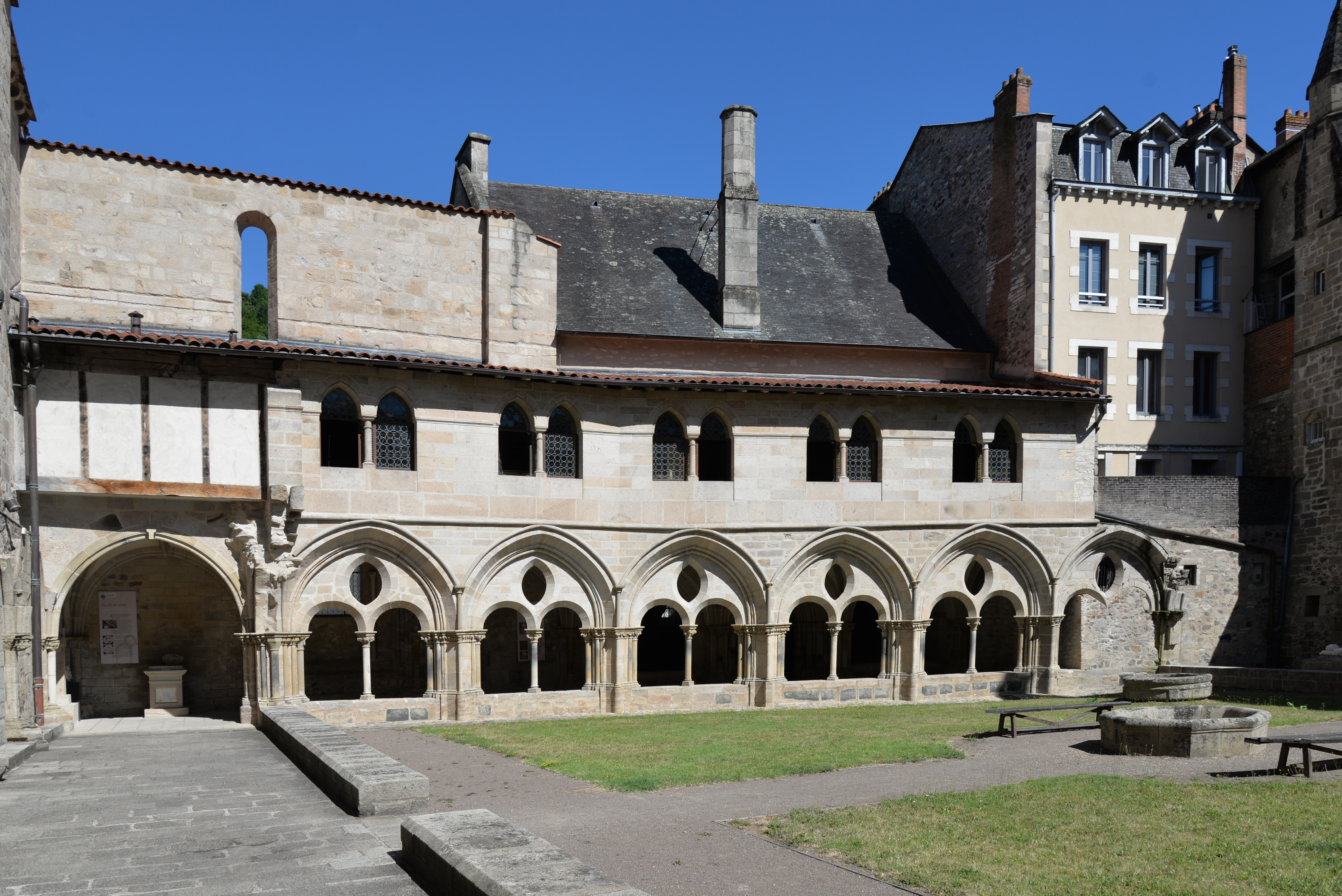
Musée du Cloître de Tulle

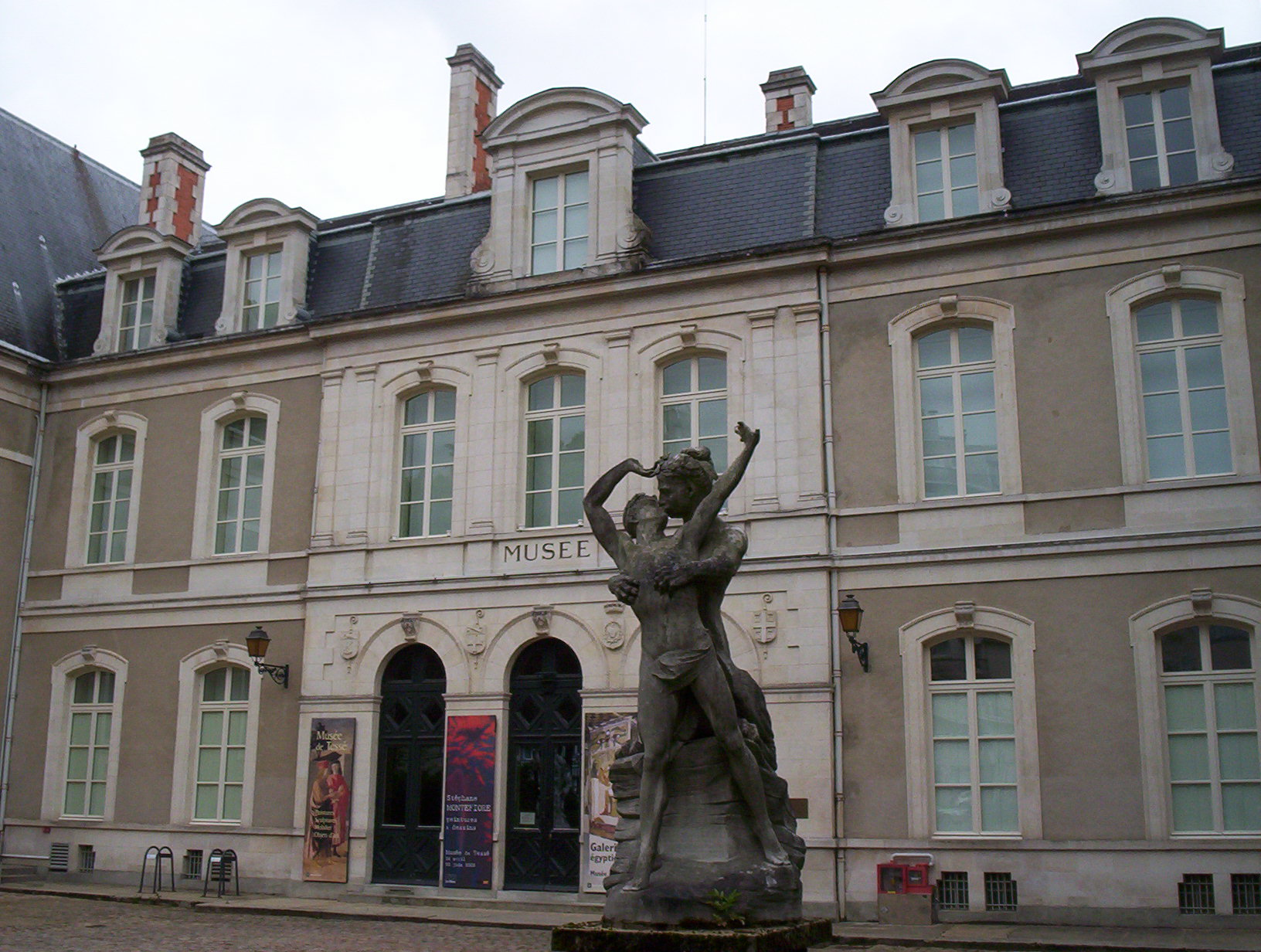
Musée de Tessé, Le Mans

- Mai 2024, Stéphane Montefiore - Acqua-alta, Musée Blanche Hoschedé-Monet, Vernon (Eure)[8],[9].
- Avril-juin 2024, Galerie Fontaine, 13 rue Damiette, Rouen.
- Novembre 2019 - janvier 2020, Espace Jacques-Prévert, Mers-les-Bains[10],[11].
- 2017,  Musée du Cloître de Tulle[6],[7].
- 2016, La traversée des apparences, Le Portique (espace d'art contemporain), Le Havre, 2017.
- 2014, F.R.A.C. Haute-Normandie, Rouen.
- 2014, Nouvelles vagues, Maison Henri-IV, Saint-Valery-en-Caux[12].
- 2011, Over the rainbow, festival La Grande Veillée, Fécamp.
- 2010, Still Life, Galerie Duchamp, Yvetot.
- octobre-novembre 2010, Le Carmel, Musée Massey, Tarbes[13].
- 2009, Musée de Tessé, Le Mans.
- 2009, Stéphane Montefiore - De l'autre côté, Galerie Guigon, Paris.
- 2008, Centre culturel Marius-Staquet, Mouscron.
- 2007, Galerie Art-Confrontations, Rouen.
- 2006-2007, réseau des galeries d’art de Basse Normandie.
- Septembre-octobre 2006, Stéphane Montefiore - Accrochages, Galerie Guigon, Paris.
- 2005, Stéphane Montefiore - Oeuvres sur papier, galerie Art-Confrontations, Rouen.
- 2005, Galerie d'art contemporain le Garage », Toulouse.
- 2004, Centre d’Art Contemporain, Hérouville-Saint-Clair.
- 2003, Centre d’Art contemporain Salmegg, Rheinfelden, Allemagne.
- 2002, Galerie Art-Confrontations, Rouen.

### Expositions collectives

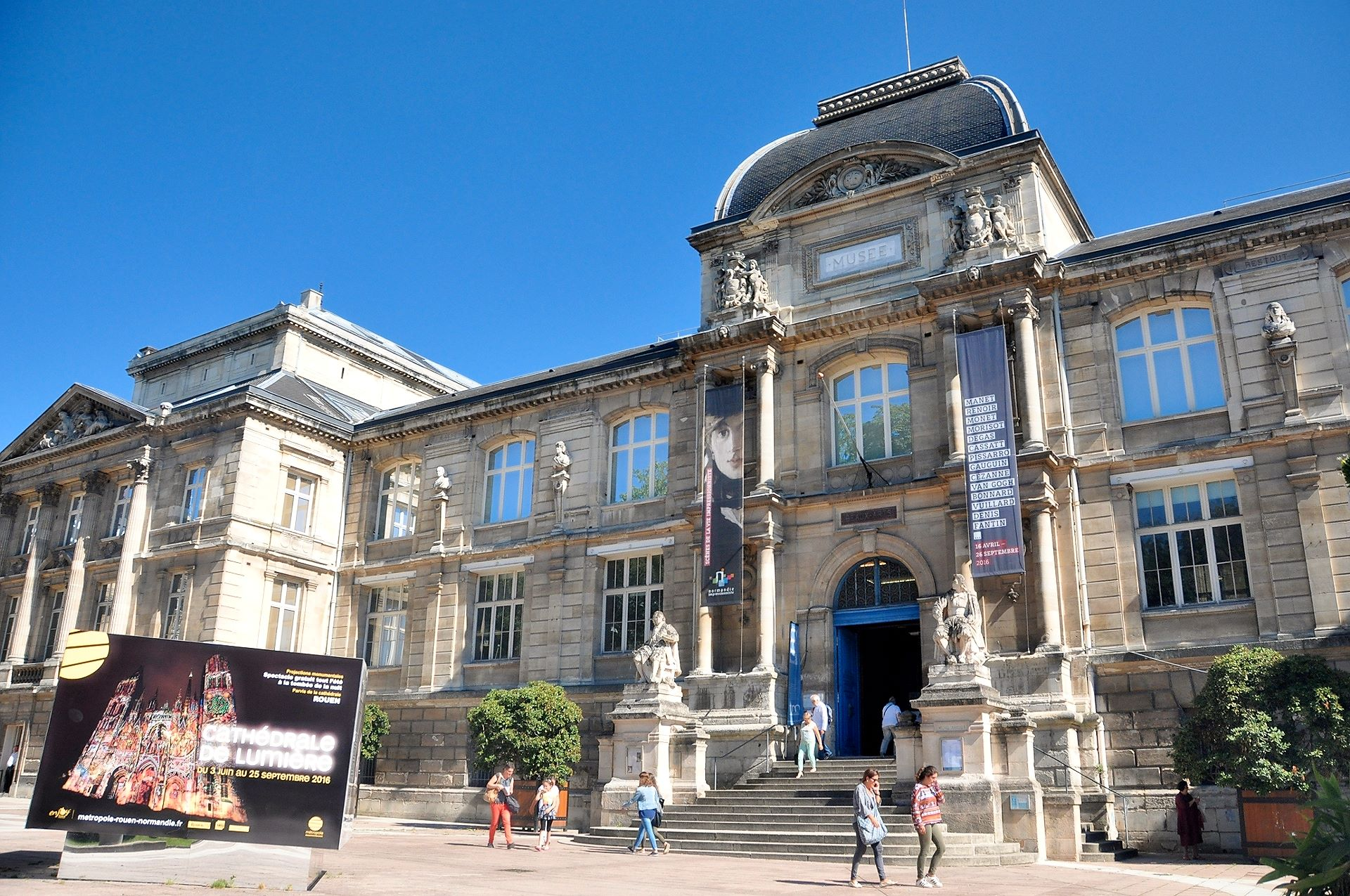
Musée des Beaux-Arts de Rouen

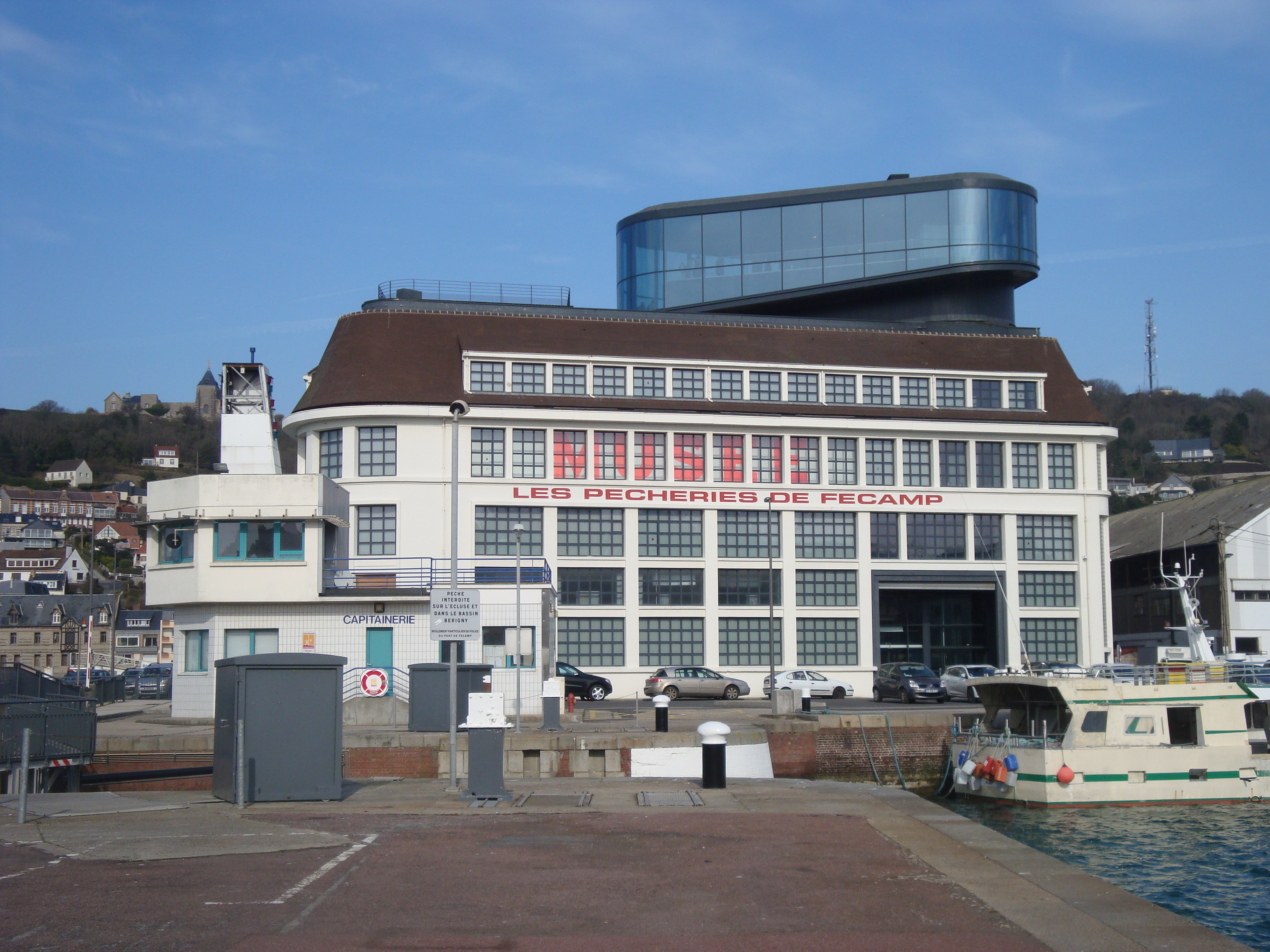
Musée des Pêcheries, Fécamp

- Janvier-février 2025, Artothèque : la collection, espace Jacques-Prévert, Mers-les-Bains.
- Février-mai 2018, Résonance, Musée des beaux-arts de Rouen.
- 2013, Code noir, F.R.A.C. Haute-Normandie, Sotteville-les-Rouen.
- 2012, Code rouge, F.R.A.C. Haute-Normandie, Sotteville-les-Rouen.
- 2010, Les pêcheries, cité des Terre-Neuvas, Fécamp.
- Pul's Art, Le Mans, 2009.
- Octobre-novembre 2009, Memento Mori, Musée d'Évreux[14].
- 2008, Qui a peur de la couleur ?, F.R.A.C. Haute-Normandie, Rouen.
- 2007, École des beaux-arts de Cherbourg.
- 2006 et 2008, Biennale Off d'art contemporain, Le Havre.
- 2005, Accrochages, Galerie Guigon, Paris.
- 2005, Salon d'art contemporain, Montrouge.
- 2003, Mémento Mori, Musée des beaux-arts de Rouen.
- 2003, La cimaise, F.R.A.C. Haute-Normandie, Rouen.
- 2002, Centre d'art contemporain, Hérouville-Saint-Clair.
- 2002, Mois de l'art contemporain, F.R.A.C. Haute-Normandie, Rouen.
- avril 2001, Le Ciel est Bleu, F.R.A.C. Haute-Normandie, Rouen.
- 1997, Centre d'art contemporain, Le Crestet.
- 1995 Galerie Marcel-Duchamp, Yvetot.

## Réception critique
- « Le travail de Stéphane Montefiore articule des questions liées à la représentation des objets et à leur contexte d'utilisation. Il travaille sur des séries d'objets de figuration : en les multipliant, il les vide progressivement de leur banalité et les charge en retour d'une autre signification. Ils font raisonner une part oubliée, enfouie ou plus simplement inconsciente de l'histoire du regardeur. Les objets sont usuels mais leur traitement, en se démarquant d'une figuration photographique, fait apparaître des vides, des absences, des manques ou au contraire des macules. La part manquante dans la représentation fait référence à une usure, un oubli comme un trou de mémoire. L'objet, n'étant pas représenté dans son contexte habituel, n'a plus la même valeur d'usage. Le sens n'est pas caché, il est déplacé. C'est la couleur qui permet la mise en équivalence des objets, le rouge comme dénominateur commun. » - Bénédicte Martin[2]
- « Entre impulsion et immersion, la peinture de Stéphane Montefiore a ceci de paradoxal qu'elle défie l'ordre de la figuration tout en y appartenant en propre. En effet, si l'on peut identifier assez facilement, dans une œuvre qui compte maintenant plus d'une dizaine d'années de travail, des séries successives dont les thèmes et les référents concrets seraient facilement reconnaissables, les énumérer n'apporterait pas grand chose de plus. Car la nature même de l'œuvre de Stéphane Montefiore est ailleurs, dans ce lieu de la peinture où le visible flotte, insaisissable, entre un en deçà et un au-delà. » - Charles-Arthur Boyer[15]
- « Des objets sont pris dans un flux de peinture, immergés dans un monde à deux couleurs, grandis à la mesure d'un paysage. Les contours d'un dessin puissant, appuyé, écrasent toute velléité de modelé et suppriment la préséance de leur concept. Un seul d'entre eux passe à la fois dans la surface du tableau massif et cependant liquide. Aucun n'échappe à l'inexorable définition sérielle : Fleur, Pot, Pampille, Crâne. Les geste du peintre leur passent sur le corps sans laisser de traces d'émotion. Les formes avérées semblent plutôt contourner la matière. L'impact visuel capturé par l'œil au sein de ces forces plissées donnent à leur fragile existence d'image le simple temps de la dénomination. » - Alain Tapié[16]
- « La liste des objets retenus par Stéphane Montefiore peut laisser dubitatif, jusqu'à ce qu'on réalise qu'ils relèvent tous de la question du vide. Vide constitutif du réceptacle que sont les Bidons, Flacons et autres récipients, mais vide aussi plus symbolique des sièges vacants, des lustres à pampilles kitsch et surtout des crânes humains réifiés, ces boîtes crânement ouvertes sur l'ombre de leurs orbites et qui accompagnent depuis toujours les séries proposées par l'artiste... Par glissements successifs, le regard passe de la représentation à la peinture pure, de l'objet à la matière, de l'effacement à la disparition. » - Alain Bourdie[17]
- « Stéphane Montefiore a installé sa réflexion d'artiste par le truchement de la toile en y traitant d'objets exprimés en série, les Fauteuils, les Lustres et leurs pendeloques, travaillés dans la couleur, les couleurs, parfois sombres, souvent violents, des rouges somptueux notamment... Une couleur qui saisit le regard, un objet traité frontalement qui interroge sur son passage du figuratif à l'abstraction, noyé dans la couleur, des séries qui traitent, retraitent, maltraitent l'objet jusqu'à l'obsession. » - Emmanuèle Jeandet-Mengual[18]

## Collections publiques
- Hôtel de ville du Havre, deux œuvres dont Barrière fauteuil, huile sur papier, 220x190cm[16].
- Musée de Tessé, Le Mans.
- Artothèque de l'espace Jacques-Prévert, Mers-les-Bains :
  - Filet, huile sur toile 50x65cm, 2014[19] ;
  - Crâne, huile sur papier marouflé sur toile 65x50cm, 2020.
- Musée des beaux-arts de Rouen.
- Fonds régional d'art contemporain, Rouen, sept œuvres[4].
- Musée Massey, Tarbes.